# Anunciación (Van Eyck, Washington)
La Anunciación es una obra del pintor flamenco Jan van Eyck. Es una pintura al óleo realizada hacia 1434. Originalmente se hizo sobre tabla pero ha sido transferida a lienzo. Mide 93 cm de alto y 37 cm de ancho. Se exhibe actualmente en la Galería Nacional de Arte de Washington D. C.

## Historia
Se cree que pudo ser el ala interior izquierda de un tríptico. El origen de la pintura, hasta donde puede saberse, es:
- 1791 - Un visitante en la cartuja de Champmol, monasterio cartujo en Dijon, hoy en Francia, pero en el siglo XV la capital del Ducado de Borgoña, documentó su presencia en la habitación del Prior, originariamente en la capilla ducal del monasterio: "... cuadros sobre tabla del tipo de los pintores flamencos primitivos, que provienen de las capillas de los duques; trienen unos cuatro pies de alto. El primero, de un pie de ancho, es una Anunciación..."

Se cree que la pintura de Washington, aunque las medidas (en el pie francés del día) no coinciden con mucha exactitud. Es posible, pues, que Jan van Eyck hiciera esta obra por encargo de Felipe el Bueno.
- 1817 - Comprada en una subasta en París por el tratante C. J. Nieuwenhuys de Bruselas, quien se lo vendió al rey Guillermo II de los Países Bajos. El cuadro fue llevado a París en 1819 desde Dijon. En Bruselas hasta 1841, luego en La Haya. En un libro de 1843 Nieuwenhuys dice que la pintura formaba parte "de un conjunto con otras dos del mismo maestro, pintada para Felipe el Bueno y destinada a adornar una fundación religiosa en Dijon".
- 1850 - Lote 1 en una subasta en La Haya, comprado por el zar Nicolás I de Rusia para el Museo del Hermitage en San Petersburgo. Para 1864 el Hermitage lo había transferido a lienzo, como suele ocurrir con las pinturas sobre tabla cuando la madera empieza a dar problemas.
- 1929 - Francis Matthieson, un joven marchante de arte alemán, recibió una petición del gobierno soviético: que recopilara una lista de las cien pinturas en las colecciones rusas que nunca deberían venderse, en ninguna circunstancia. Fue sorprendido al ver que varias de estas pinturas aparecieron no mucho después en París por Calouste Gulbenkian, quien había comerciado con ellas con los rusos a cambio de efectivo. Gulbenkian quiso que interviniera como su agente para futuras compras, pero Matthieson en vez de ello formó un consorcio con Colnaghi's de Londres y Knoedler & Co, que en 1930 y 1931 compró 21 pinturas a los rusos, todas las cuales fueron adquiridas por Andrew Mellon. Todas están hoy en la National Gallery of Art de Washington, donde forman parte de las más importantes obras (dos de Rafael Sanzio, obras de Botticelli, Tiziano, Veronés, Velázquez, Rembrandt, etc).[3]
- 1930 - Compra por Andrew Mellon a través del consorcio arriba descrito. En 1931 legado a un trust, que más tarde lo dio a la National Gallery of Art, que aún no estaba construida.

## La escena
La pintura representa la Anunciación del arcángel Gabriel a María de que pronto dará a luz al hijo de Dios (Evangelio de Lucas, 1:26-38). La inscripción del ángel dice, en letras doradas: "AVE GRA. PlENA" (por Ave Maria, gratia plena), a lo que ella responde "ECCE ANCILLA DOMINI" ("He aquí la esclava del Señor"). Las palabras que María pronuncia están representadas en dirección contraria, hacia el ángel, como ocurre igualmente en la Anunciación que aparece en la parte externa del Políptico de Gante. Los siete regalos del Espíritu Santo descienden sobre ella en forma de siete rayos de luz que penetran a través de una ventana que queda arriba a la izquierda, con la paloma que simboliza al Espíritu Santo. 
Se ha sugerido que los rasgos de María son los de Isabel de Portugal, esposa de Felipe el Bueno, Duque de Borgoña, quien bien pudo haber encargado la pintura a van Eyck, su pintor de corte a tiempo parcial. El ángel viste una rica túnica de brocado y un manto con orla de piedras preciosas y señala al cielo, indicando con ello que lleva a cabo una misión divina. María luce un ropaje azul como es usual, con armiño, reservado para la realeza, lo que se ajustaría a esta teoría, ya que en la Edad Media se solía enfatizar la ascendencia real de María. Como era habitual, especialmente en el norte, los rasgos de María son menos atractivos que los de Gabriel. Ninguna de las figuras tiene halo, pues en el arte flamenco pronto se prescindió de él en beneficio del realismo, lo que con el tiempo harían también los pintores italianos. La postura de María es ambigua; no queda claro si está en pie, arrodillada o sentada.
Muchos escritores, incluido Hand, consideran que las figuras están sobredimensionadas en relación con la arquitectura. Este es un rasgo que se puede encontrar en otras obras de Van Eyck y tiene un significado teológico particular; así ocurre en el cuadro sobre el mismo tema de la Gemäldegalerie, Berlín.

## El templo
La representación tradicional de la Anunciación ambienta la escena en el cuarto de estudio de María, pero aquí se hace en un templo. En la Edad Media se creía que María era una muchacha muy estudiosa que había sido entregada al Templo de Jerusalén con otras doncellas para tejer cortinas nuevas para la parte más reservada del Tabernáculo. El libro que ella lee aquí es demasiado grande para ser un libro de horas; como en otras pinturas ella está dedicada seriamente al estudio en una parte del templo (una autoridad medieval especificaba incluso que ella estaba leyendo el Libro de Isaías cuando llegó Gabriel). Probablemente los Van Eyck fueron los primeros en usar esta ambientación en una tabla, pero aparece antes en manuscritos iluminados. Van Eyck suele representar edificaciones góticas, pero en este caso opta por la arquitectura románica. Esta opción es simbólica, ya que normalmente se recurría al románico para identificar ambientaciones judías representando el Antiguo Testamento; en otras pinturas se muestran juntos gótico y románico en el mismo edificio de una manera simbólica., pues de esta manera Van Eyck contrapone el Antiguo y el Nuevo Testamento, cuyo inicio marca la Anunciación, subrayando mediante dos estilos arquitectónicos la sucesión de dos épocas distintas.

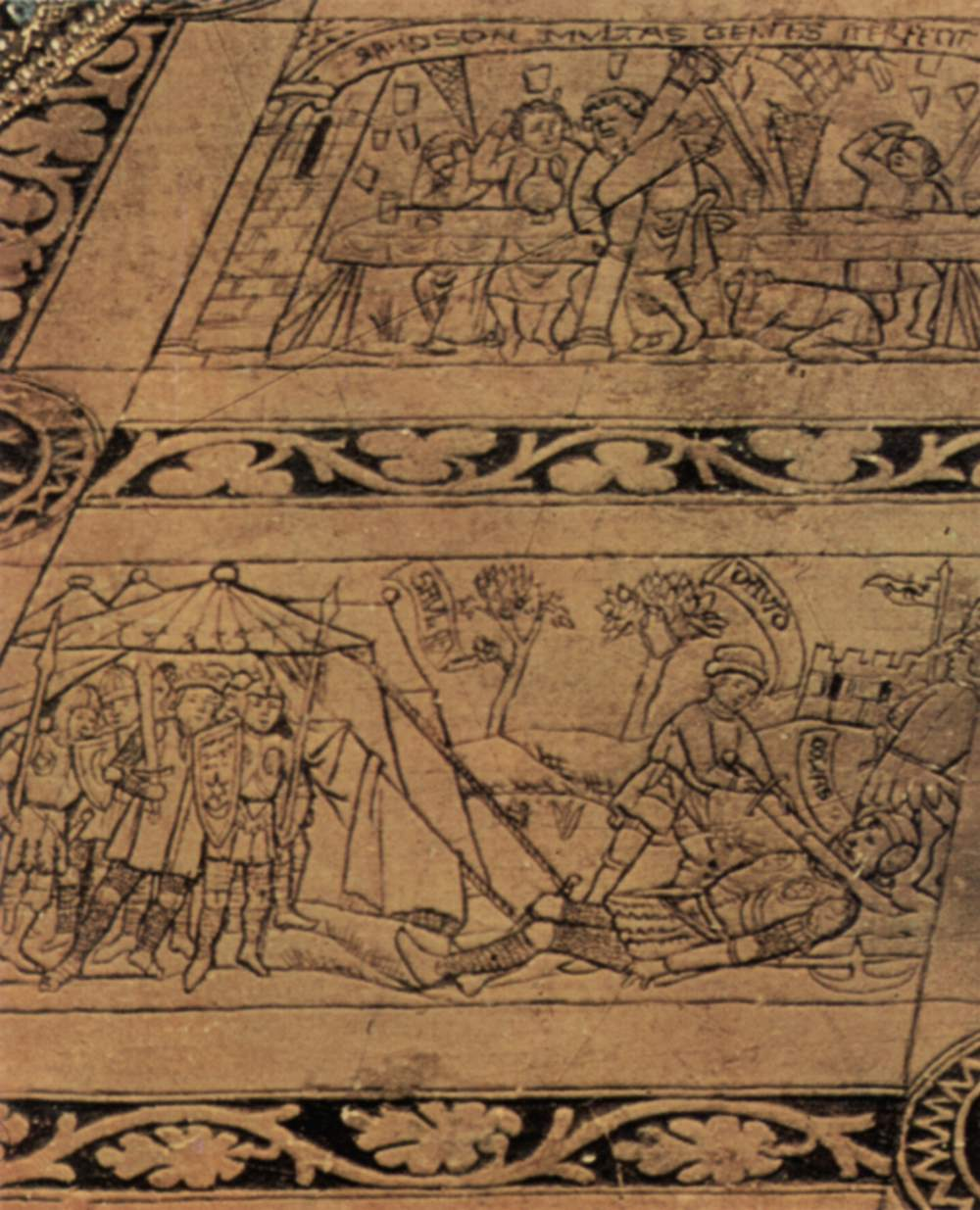
Suelo con escenas del Antiguo Testamento: David matando a Goliat al frente, Sansón derribando el templo de los filisteos.

La decoración del templo deriva del Antiguo Testamento, pero escogiendo los temas que en la Edad Media se consideraba que prefiguraban la llegada de Cristo como el Mesías. Las escenas representadas en el pavimento se refieren a episodios del Antiguo Testamento que prefiguran la Pasión de Cristo. Así, la victoria de David sobre Goliat (en el centro) anticipa el triunfo de Jesucristo sobre el demonio. Detrás de esta escena, Sansón derriba el templo de los filisteos, prefigurando así tanto la Crucifixión como el Juicio Final. A la izquierda, Dalila corta el pelo a Sansón, lo que anticipa la traición a Cristo, y detrás Sansón vence a los filisteos (Triunfo de Cristo sobre el pecado). Hay otras dos escenas que apenas se ven, pero algunos historiadores del arte las identifican: Erwin Panofsky, que fue el primer en desarrollar gran parte de este análisis, propuso un esquema para el significado de los símbolos astrológicos en las losas redondeadas, y se han sugerido otras versiones.
La pared del fondo presenta una sola vidriera, donde permanece Yahvé, sobre tres simples ventanas debajo, lo que parece sugerir la Trinidad. La pintura mural a la derecha de la vidriera del fondo representa a Moisés recibiendo los Diez mandamientos (lo que anticipa la nueva ley que va a aportar Jesucristo). Los lirios son un atributo tradicional de María, pues representan la pureza. El taburete vacío en primer plano puede simbolizar el "trono vacío", un símbolo de Jesucristo ya en la primera época del arte bizantino.

### Temas sacramentales
Otro de los temas de van Eyck queda indicado por el amplio ropaje que luce Gabriel. Esto, en un ser humano, indicaría que es un celebrante, o que está atendiendo a una Misa Alta. María está enfocada a una mesa con un libro sobre el tamaño correcto para ser un Libro sagrado sobre ello, y tiene sus manos alzadas en un gesto conocido como el expansis manibus. Se supone que así se expresa la alarma y desconcierto con el que recibe la sorprendente aparición de Gabriel y las noticias que porta, pero también es un gesto usado por un sacerdote en determinados momentos de la misa. El cuadro se ha relacionado con la misa dorada ("Missa Aurea"), un drama litúrgico, o misa dramatizada, popular en los Países Bajos en aquella época, que incluía una representación de la Anunciación. Más en general, esto forma parte de un tema habitual en la pintura de los primitivos flamencos, donde María, como intermediaria entre los creyentes y Dios, es comparada con un sacerdote que celebra la misa. Un ejemplo extremo es un cuadro conservado en el Louvre en el que se la ve con las vestimentas sagradas y celebrando una misa ante un altar; más a menudo, como aquí, la comparación es más sutil.

## El resto del tríptico
No se sabe nada del resto del tríptico. Debió ser un retablo, para una capilla lateral o pequeña. Se desconocen los temas del resto de paneles, pero estarían temáticamente relacionados con este. El panel central pudo ser una Natividad o la Adoración de los Reyes Magos a doble tamaño que esta tablilla, con una Visitación de María o Presentación de Jesús en el ala derecha. Las caras exteriores de los paneles estarían pintados de alguna manera, pero si había una escena completa o incluso una figura en grisalla detrás de esta, es improbable que se descartase cuando la pintura fue transferida al lienzo en el siglo XIX.

## Técnica de pintura
Una limpieza en 1998, y el examen a través de métodos técnicos modernos como la reflectografía infrarroja, han revelado mucho sobre la técnica de van Eyck, que es coherente con otras obras suyas como el retrato de los Arnolfini. Se ha revelado el dibujo, y muchos pequeños cambios que realizó a lo largo de la ejecución de la obra.
Los avances en la técnica al óleo ayudaron a van Eyck a pintar el mundo físico con gran detalle y con un grado de realismo que antes no era posible. 
Las formas, incluso la del arcángel, parecen tener peso y volumen. La luz y la sombra actúan de manera naturalista, distinguiendo la naturaleza de los materiales, desde el duro suelo de piedra a los frágiles pétalos de las flores.

## Galería

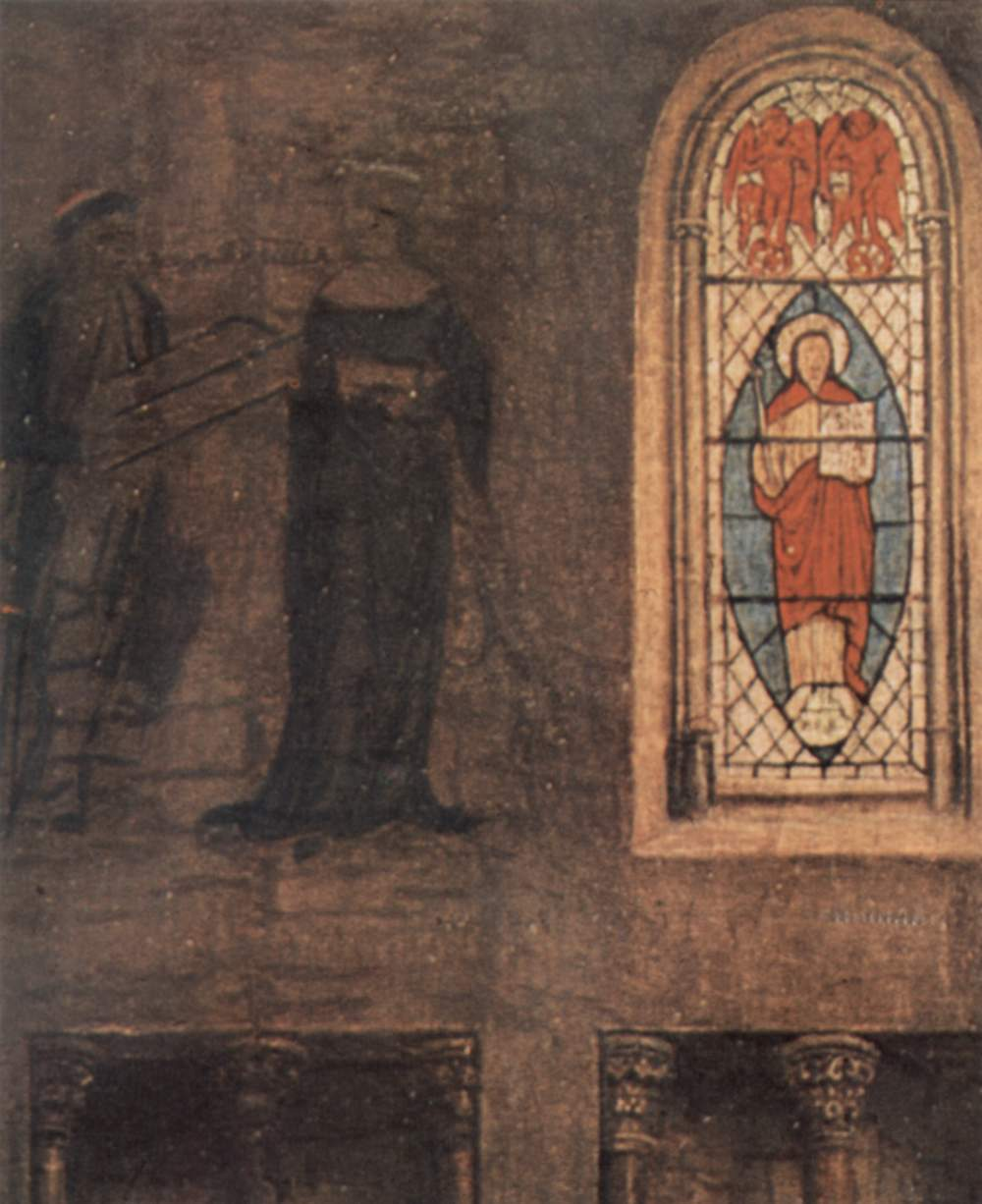
La pared del fondo: Vidriera con Moisés y Yahvé, con querubines encima.
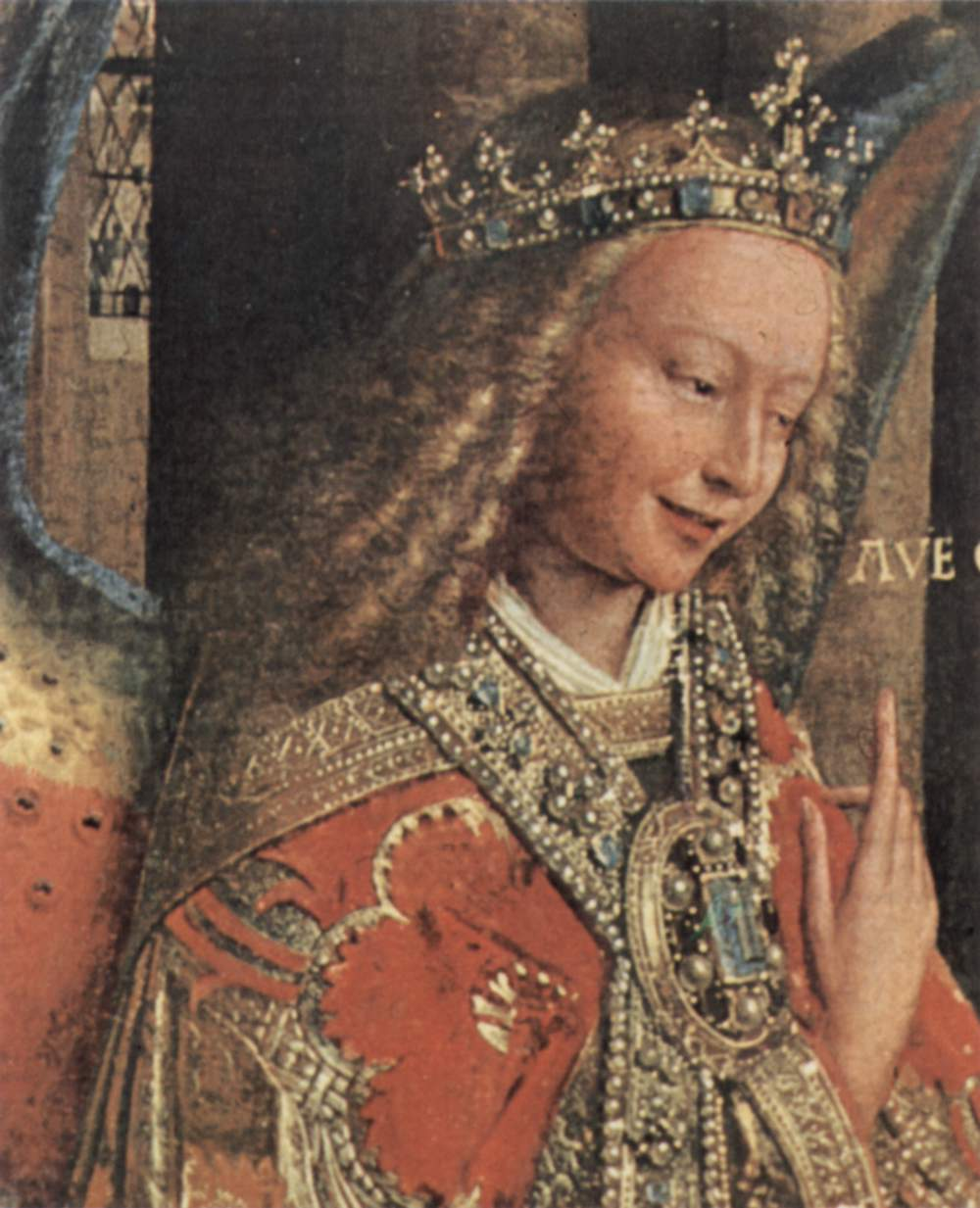
Gabriel, sonriente.
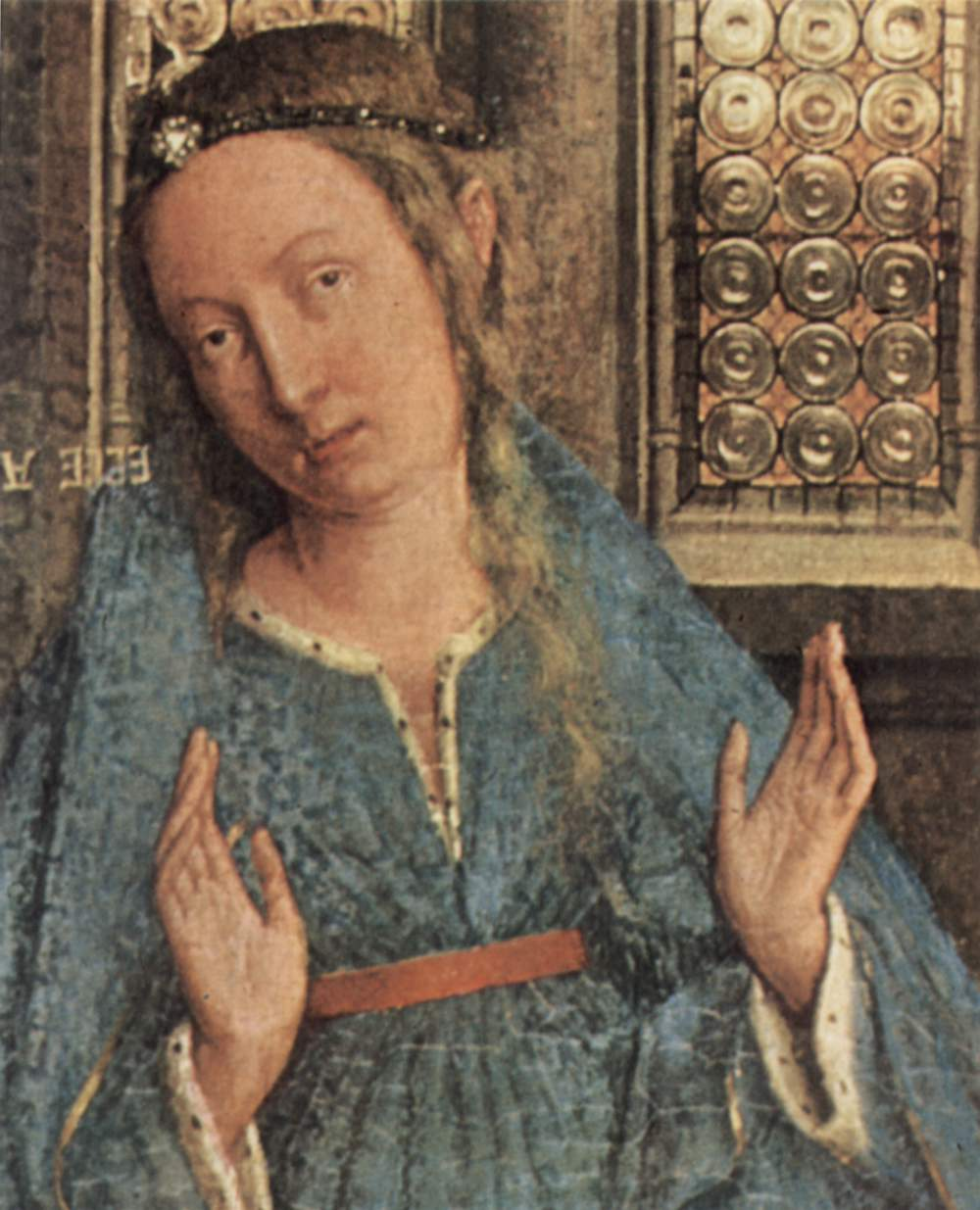
María.
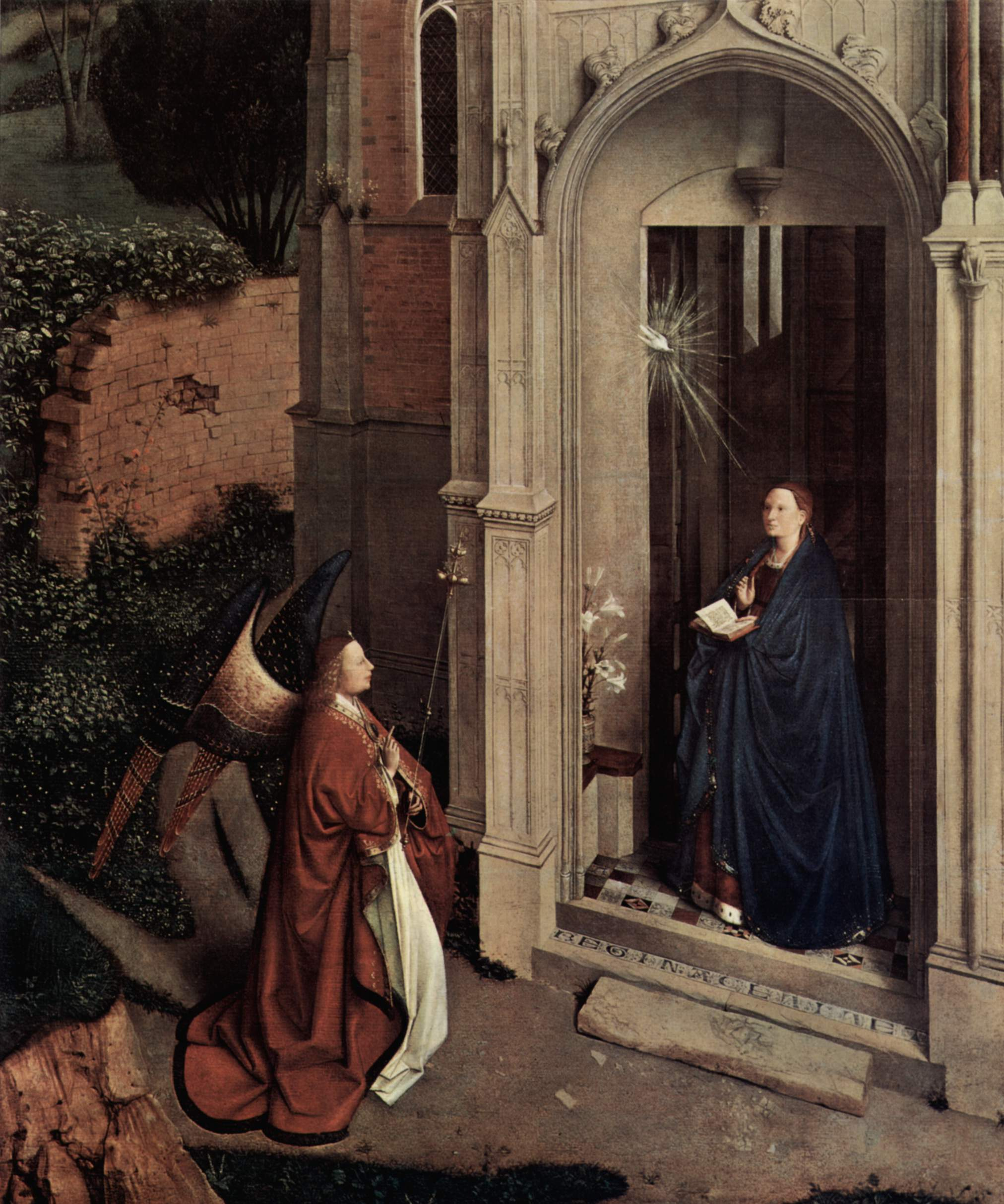
Anunciación del Metropolitan; la parte derecha de la entrada es románica, y la izquierda gótica. El jardín está cubierto de vegetación, con el muro exterior derruido.